# Bell Challenge 2001
Il Bell Challenge 2001 è stato un torneo di tennis giocato sul cemento indoor. È stata la 9ª edizione del Bell Challenge, che fa parte della categoria Tier III nell'ambito del WTA Tour 2001. Si è giocato al PEPS sport complex di Québec in Canada, dal 17 al 23 settembre 2001.

## Campionesse

### Singolare
Meghann Shaughnessy ha battuto in finale  Iva Majoli con il punteggio di 6–1, 6–3

### Doppio
Samantha Reeves /  Adriana Serra Zanetti hanno battuto in finale  Klára Zakopalová /  Alena Vašková con il punteggio di 7–5, 4–6, 6–3